# Filariasis
Filariasis is de ziekte die het gevolg is van een besmetting met een tropische draadworm (parasitaire wormen uit de orde Spirurida) die door muggen wordt verspreid. De worm wordt ingedeeld bij de nematoden, de rondwormen. Deze worm leeft in de lymfevaten van de mens waarbij door de worm in zijn leven miljoenen microfilariae worden geproduceerd. Deze microfilariae circuleren in de bloedstroom, vooral rond middernacht. Als een mug de patiënt steekt komen de microfilariae in het spijsverteringskanaal van de mug. In de mug verplaatsen ze zich naar de borstspieren om in enkele weken tijd uit te groeien tot infectieuze larven. Deze migreren naar de kop en de zuigsnuit (proboscis) van de mug zodat ze bij een muggenbeet opnieuw iemand kunnen infecteren. Het gaat vooral om de draadwormen Wuchereria bancrofti en Brugia malayi. Eenmaal door de huid begeven ze zich naar de lymfevaten waar ze uitgroeien tot volwassen wormen. Deze worm kan 4-6 jaar oud worden. Hoewel vooral kinderen al snel worden geïnfecteerd zal het meestal jaren duren voor er klachten gaan ontstaan, mannen krijgen vaker klachten dan vrouwen.
In gebieden waar filariasis endemisch is zullen nieuwkomers - in tegenstelling tot de aanwezige bevolking die chronisch is blootgesteld aan filaria - wel snel symptomen kunnen krijgen. Wereldwijd lijden ca. 120 miljoen mensen aan filaria waarvan ca. 40 miljoen ernstig. Een derde van patiënten leeft in Afrika, een ander derde in India en de rest in vooral Zuidoost-Azië. Vele patiënten worden sociaal buitengesloten als gevolg van deze ziekte, die ernstige misvormingen teweeg kan brengen.

## Symptomen
Iemand met weinig wormen in het lymfestelsel zal in het algemeen hier geen klachten van hebben. Toch kan bij nader onderzoek van deze mensen al wel schade aan bijvoorbeeld de nieren worden ontdekt en kunnen er miljoenen microfilariae in het bloed circuleren. Bij grotere aantallen wordt de afvoer van vocht uit weefsel bemoeilijkt. Dit kan zwelling en verdikking van de huid geven. Bij de geslachtsorganen kan het leiden tot een sterk opgezwollen scrotum, bij vrouwen tot vergrote buitenste schaamlippen. De armen en benen kunnen ook zijn aangedaan, deze worden eveneens opgezwollen. Deze symptomen worden gevangen onder de term elefantiase en lymfoedeem. Dit wordt veroorzaakt door obstructie van de lymfevaten of door verlittekening hiervan door een immunologische reactie van het lichaam. Naast de elefantiase kunnen huid, lymfevaten (lymfangitis) en de lymfeknopen gaan ontsteken. Ook komen hierbij koortsperioden voor. Door zwelling en aantasting van weefsel in de door elefantiase aangedane lichaamsdelen ontstaan daar ook vaak andere infecties.

## Diagnose
Vroeger werd rond middernacht (22.00 - 02.00 uur) bloed afgenomen omdat dan de meeste microfilariae in het bloed circuleren. Tegenwoordig wordt vaak getest op de aanwezigheid van antigenen van de wormen. Er bestaan hiervoor eenvoudig uit te voeren testen zonder dat daarvoor een laboratorium nodig is. Bij een nog actieve infectie kunnen anti-filaria IgG4 antilichamen worden aangetoond. Bij patiënten met lymfoedeem gaat het vaak om infecties van jaren geleden waardoor de test op antistoffen alweer negatief kan zijn. Er bestaat ook een polymerasekettingreactie om de infectie aan te tonen.

## Behandeling
De andere infecties zullen moeten worden behandeld. Ook moet geprobeerd worden de lymfestroom weer beter op gang te krijgen. Vooral de microfilariae van de draadwormen worden gedood door albendazol en di-ethylcarbamazine (DEC). Om in een gebied te proberen de filaria onder controle te krijgen kan eenmaal per jaar een dosis DEC worden gegeven. Hierdoor zal ongeveer een jaar lang het aantal in het bloed aanwezige microfilariae sterk afnemen waardoor de transmissie via muggen wordt afgeremd. Een ander medicijn dat met name de microfilariae van deze draadwormen doodt is ivermectine. Onlangs bleek ook het antibioticum doxycycline werkzaam te zijn. Dit antibioticum doodt een in de draadworm aanwezige symbiont, de Wolbachia-bacterie, waardoor ook de worm zich niet meer kan voortplanten en tevens zal overlijden.